# Stazione di Mikawa-Anjō
La stazione di Mikawa-Anjō (三河安城駅?, Mikawa-Anjō-eki) è una stazione della città di Anjō, nella prefettura di Aichi. La stazione è servita dalle linee del Tōkaidō Shinkansen e la linea principale Tōkaidō. La stazione è gestita da JR Central.

## Linee
- JR Central
  - ■ Tōkaidō Shinkansen
  - ■ Linea principale Tōkaidō